# La Palma (Huimanguillo)
La Palma es una localidad del municipio de Huimanguillo ubicado en la subregión de la Chontalpa del estado mexicano de Tabasco.

## Geografía
La localidad de La Palma se sitúa en las coordenadas geográficas 17°48′19″N 93°49′44″O / 17.805278, -93.828889, a una elevación de 10 metros sobre el nivel del mar.

## Demografía
Según el Conteo de Población y Vivienda 2020, efectuado por el Instituto Nacional de Estadística y Geografía, la localidad de La Palma tiene 9 habitantes, de los cuales 3 son del sexo masculino y 6 del sexo femenino. Su tasa de fecundidad es de 3.33 hijos por mujer y tiene 3 viviendas particulares habitadas.
| Gráfica de evolución demográfica de La Palma entre 1995 y 2020 |
|                                                                |
| INEGI.                                                         |